# 関口メンディー
関口 メンディー（せきぐち メンディー、1991年1月25日 - ）は、日本のダンサー、俳優。GENERATIONS from EXILE TRIBE、EXILEの元メンバー。
アメリカ合衆国ニュージャージー州出生、東京都品川区出身。身長182cm。

## 略歴
アメリカ合衆国ニュージャージー州で生まれ、1歳から東京都品川区で暮らす。品川区立鈴ケ森中学校、郁文館高等学校を卒業。日本体育大学を中退。
6歳から野球を始め、小学6年の時に少年野球の全国大会で準優勝した。野球推薦で大学進学が出来ず、一般入試で進学したことを理由に高校3年で野球を辞めて、大学ではダンスサークルに所属しダンスを始める。先輩の紹介でEXPGに特待生として通う。
2011年7月、GENERATIONSの候補メンバーとして始動。2012年4月に正式メンバーとなる。
2014年4月27日、「EXILE PERFORMER BATTLE AUDITION」で合格しEXILEに加入。

### ラッパー
2016年4月15日、MCの"MANDY"として参加するヒップホップユニットHONEST BOYZの結成を発表。ラッパーとしても不定期に活動した。ラップを始めたのは2012年で、4日連続の遅刻により謹慎処分を受け、GENERATIONSの「夢者修行」が不参加となった時期に、ダンスの他に新しいことが出来るようになっていたいと思いラップを始めていたという。

### 独立
2024年4月30日、同年6月25日をもって全てのグループを脱退し、所属事務所を退社することを発表。5月1日にGENERATIONSのメンバー全員で会見を行い、国内外を視野に個人で活動していくなど自身の今後について語った。また、GENERATIONSが10周年を目前とする2022年に、10周年に関する活動を全て終えた後に脱退したいと切り出していたことも明かされた。5月6日放送の『CDTV ライブ! ライブ!』にGENERATIONSとして出演したことが最後のグループ活動となり、6月25日に所属事務所LDHとの契約が終了した。

## 人物
- 高校時代、お笑いコンビを組んでいた[16]。
- 牛丼屋のすき家でアルバイトをしていた。その店舗はお笑いコンビはなしょーの山田しょうこが店長を務めていた[17]。
- 劇団EXILEの町田啓太は大学の同級生で、ダンスサークル、EXPG東京校に通う時期、GENERATIONSの候補メンバー選出まで同じであった[18]。

### 家族
- 父親はナイジェリア人、母親は日本人[1]。一人っ子である[19]。小学1年の時に両親が離婚しており、それ以降は母子家庭で育った[13]。
- 2025年1月25日、自身の34歳の誕生日に一般女性との結婚を発表した[20]。

### デビュー後
- 2014年1月放送のテレビ朝日系『いきなり!黄金伝説。』に出演した際[21]、お笑い芸人の庄司智春から「ミキティー」と叫んだ流れで「メンディー」と叫ぶことを提案され、言い始めた。それからほかの番組でも「ウメンディー」など自身の名前をもじって叫ぶようになった[22][23]。
- TBS系『究極の男は誰だ!?最強スポーツ男子頂上決戦』の第2回大会、第5回大会で準優勝し、第3回大会、第4回大会、第7回大会で優勝した[24]。また、2018年6月5日に行われたプロ野球始球式で、当時の芸能界最速となる133キロを記録した[25]。
- 2022年8月1日放送のフジテレビ系『突然ですが占ってもいいですか?』に出演した際、占い師から名前の画数が悪く1画増やすと運勢が良くなるという理由で「関口メンディーー」への改名を提案され、翌月3日配信の『GENERATIONS高校TV』で改名すると宣言した[26]。SNSの名前を「関口メンディーー」に変更していたが[26]、自身が誕生日を迎えた2023年1月25日に改名を撤回した[27]。これもテレビ東京系『占いなんて信じない』の収録で、別の占い師から戻した方が良いと言われたからだったという[28]。
- 2023年からEXILEの活動に参加しておらず[29][30]、単独ライブ『EXILE LIVE 2023 in TAIPEI』も不参加だった。理由は不明[31]。また、ゲストとして出演が決定していた2024年6月1日の『NAOTO PRESENTS HONEST HOUSE 2024』東京公演は出演をキャンセルした。理由は不明[32]。EXILE、HONEST BOYZについて言及することなく脱退、独立した[33]。

## 参加グループ
- GENERATIONS from EXILE TRIBE（2011年7月 - 2024年6月）
- EXILE（2014年4月  - 2024年6月）
- HONEST BOYZ（2016年4月  - 2024年6月）
- EXILE B HAPPY（2023年  - 2024年6月）[34]

## 出演

### テレビ番組
- ワオ（2014年4月 - 9月、フジテレビ）[35]
- バイキング（2014年4月2日 - 2016年3月30日、フジテレビ）水曜レギュラー[36]
- ヒルナンデス!「予約殺到! 話題のバスツアー!!」（2018年10月 - 2020年3月[37]、日本テレビ）
- フリースタイル日本統一（2023年10月 - 2025年3月、テレビ朝日） - MC[38]

### 配信番組
- 格闘DREAMERS（2021年3月 - 5月、ABEMA） - ナビゲーター兼サポーター[39]
  - 格闘DREAMERS SEASON:2（2022年2月 - 4月） - 格闘サポーター[40]
- オレンジリベンジ（2022年10月 - 2023年4月、OPENREC.tv） [41]
- メンディーのホームルーム（2023年3月 - 2024年4月、Voicy）[42]

### テレビドラマ
- ナイトヒーロー NAOTO 第5話（2016年5月、テレビ東京） - エンディングダンス[43]
- PRINCE OF LEGEND（2018年10月 - 12月、日本テレビ） - ガブリエル笹塚 役
- ひみつ×戦士 ファントミラージュ!（2019年4月 - 2020年6月、テレビ東京） - ファンディー 役[44]
- モトカレマニア（2019年10月 - 12月、フジテレビ） - 白井忠文 役
- あのコの夢を見たんです。 第6話（2020年11月、テレビ東京） - 鬼瓦権三 役
- 褒めるひと褒められるひと（2023年6月 - 8月、NHK総合） - 大和響一 役[45]
- パリピ孔明（2023年9月27日 - 11月29日、フジテレビ） - 前園ケイジ 役[46]
- 95（2024年4月8日 - 6月10日、テレビ東京） - 新川道永（ドヨン） 役[47]
- 連続テレビ小説 おむすび 第37回 -（2024年11月19日 - 、NHK総合） - 澤田龍志 役[48]
- 東京サラダボウル（2025年1月7日 - 3月4日、NHK総合・BSP4K） - 黒須雄介 役[49]

### 配信ドラマ
- ハピゴラ!（2018年11月 - 12月、GYAO!） - マンズ 役[50]
- 覆面D（2022年10月 - 11月、ABEMA） - 主演・大地大輔 役[51]
- 笑ゥせぇるすまん #3「ソックリさん」（2025年7月、Amazon Prime Video）[52]

### 映画
- HiGH&LOW THE MOVIE 2 / END OF SKY（2017年8月） - フォー 役[53]
  - HiGH&LOW THE MOVIE 3 / FINAL MISSION（2017年11月）
- PRINCE OF LEGEND（2019年3月） - ガブリエル笹塚 役[54]
  - 貴族降臨 -PRINCE OF LEGEND-（2020年3月）
- 劇場版 ひみつ×戦士 ファントミラージュ! 〜映画になってちょーだいします〜（2020年7月） - ファンディー 役
- KAPPEI カッペイ（2022年3月） - 和也 役[55]
- パリピ孔明 THE MOVIE（2025年4月） - 前園ケイジ 役[56]
- ババンババンバンバンパイア（2025年7月4日） - 篠塚健 役[57][58][59]
- 九龍ジェネリックロマンス（2025年8月29日公開予定） - 蛇沼製薬の宣伝スタッフ 役[60][61]

### 短編映画
- 昨日より赤く明日より青く-CINEMA FIGHTERS project-「真夜中のひとりたち」（2021年）[62]

### 舞台
- DANCE EARTH PROJECT グローバルダンスエンターテインメント「Changes」（2014年5月） - クラマ 役
- BOOK ACT「ヒーローよ 安らかに眠れ」（2020年2月）[63]
- BOOK ACT「もう一度君と踊りたい」（2020年2月[63]、10月[64]）
- BOOK ACT FINAL「関口メンディーのBOOK RESPECT」（2024年2月）[65]

### アニメ
- KICK&SLIDE ＃SP （2021年）- 関口メンディー 役[66]

### CM
- ABC-MART（2014年）[67]
- 洋服の青山（2014年）[68]
- 第一興商「LIVE DAM STADIUM」（2015年）[69]
- バンダイナムコエンターテインメント「太鼓の達人」（2015年）[70]
- サントリー「ザ・モルツ」（2016年）[71]
- ソフトバンク「スポナビライブ」（2016年）[72]
- 日清「カップヌードル」（2018年）[73]
- NTTドコモ（2019年）[74]
- マクドナルド「ビッグマック ジュニア」（2020年）[75]
- スニーカーダンク（2020年 - 2021年）[76]
- 明星「一平ちゃん夜店の焼そば」（2021年）[77]
- ミクシィ「TIPSTAR」（2021年）[78]
- スパワールド（2024年）[79]
- テーブルマーク「まるぐ」（2024年）[23]
- KANEBO（2025年）[80]
- にしたんクリニック（2025年）[81]

### ミュージックビデオ
- 三代目J Soul Brothers「FIGHTERS」（2011年）[82]
- CRAZYBOY「PRIVATE PARTY」（2018年）[83]
- RED DIAMOND DOGS 「RED SOUL BLUE DRAGON」（2018年）[84]
- OKAMOTO'S「Dancing Boy」（2019年）[85]

### ゲーム
- PRINCE OF LEGEND LOVE ROYALE（2019年3月5日 - 2022年6月30日、iOS / Android） - ガブリエル笹塚 役

### 連載
- TOKYO HEADLINE「メンディーのコラムンディー」（2020年3月 - 2022年1月）[86]

### その他
- DVD&BOOK「DANCE with EXILE Vol.1〜EXILEと一緒にDVDで踊ろう!〜」（2014年）[87]
- KIDS B HAPPYプロジェクト アンバサダー（2021年 - 2022年）[66]
- PREMIUM WATER FUTURE アンバサダー（2022年）[88]
- 映画『アクアマン/失われた王国』メインアンバサダー（2023年）[89]
- Find my favorite JAPAN ～京都から世界へ 日本の良さを～ スペシャルサポーター（2024年）[90]
- 明治プロビオヨーグルトR-1 アンバサダー（2024年）[91]
- メンズビオレ 極冷感ボディーシート WEB CM （2024年）[92]

### キャラクター化
- Hello Mandy（2018年、サンリオ）[93]

## 作品

### 配信EP
- R777（2025年7月7日）[94]

### 参加作品
- EXILE TETSUYA × 関口メンディー「おはようダンス」（2021年）[95]

### 作詞
| HONEST BOYZの曲                  | HONEST BOYZの曲                                  | HONEST BOYZの曲                                   |
| 発売日                           | 曲名                                             | 収録作品                                          |
| -------------------------------- | ------------------------------------------------ | ------------------------------------------------- |
| 2018年6月16日                    | BEPPING SOUND feat. HIROOMI TOSAKA               | HONEST BOYZ「BEPPING SOUND feat. HIROOMI TOSAKA」 |
| 2019年3月6日                     | SAKURA feat. KOBUKURO                            | HONEST BOYZ「SAKURA feat. KOBUKURO」              |
| GENERATIONS from EXILE TRIBEの曲 |                                                  |                                                   |
| 発売日                           | 曲名                                             | 収録作品                                          |
| 2021年2月10日                    | A wish for you -キミを願う夜-                    | GENERATIONS from EXILE TRIBE「雨のち晴れ」        |
| 2021年7月14日                    | Love is ?                                        | GENERATIONS from EXILE TRIBE『Up & Down』         |
| 2021年7月14日                    | Feel Alright                                     | GENERATIONS from EXILE TRIBE『Up & Down』         |
| 2021年10月6日                    | to U                                             | GENERATIONS from EXILE TRIBE「Unchained World」   |
| EXILEの曲                        |                                                  |                                                   |
| 2022年1月1日                     | アガパンサス                                     | EXILE『PHOENIX』                                  |
| その他                           |                                                  |                                                   |
| 2021年                           | EXILE TETSUYA × 関口メンディー「おはようダンス」 | 未収録                                            |

## プロデュース
- EXILE「Melody」 (Lyric Video)（2018年）[97]
- 「ひらいたトコロのミラランド」（2022年）[98]
- GENERATIONSアパレルブランド「MOMENT OF EVERGReeN」ディレクター（2023年）[99]